# ري كارسون
ري كارسون (بالإنجليزية: Rae Carson)‏ (أغسطس 1973، أوكلاند في الولايات المتحدة)؛ كاتِبة مُتخصِّصة في أدب الأطفال وروائية أمريكية.